# Textilindustrie in der Ostschweiz

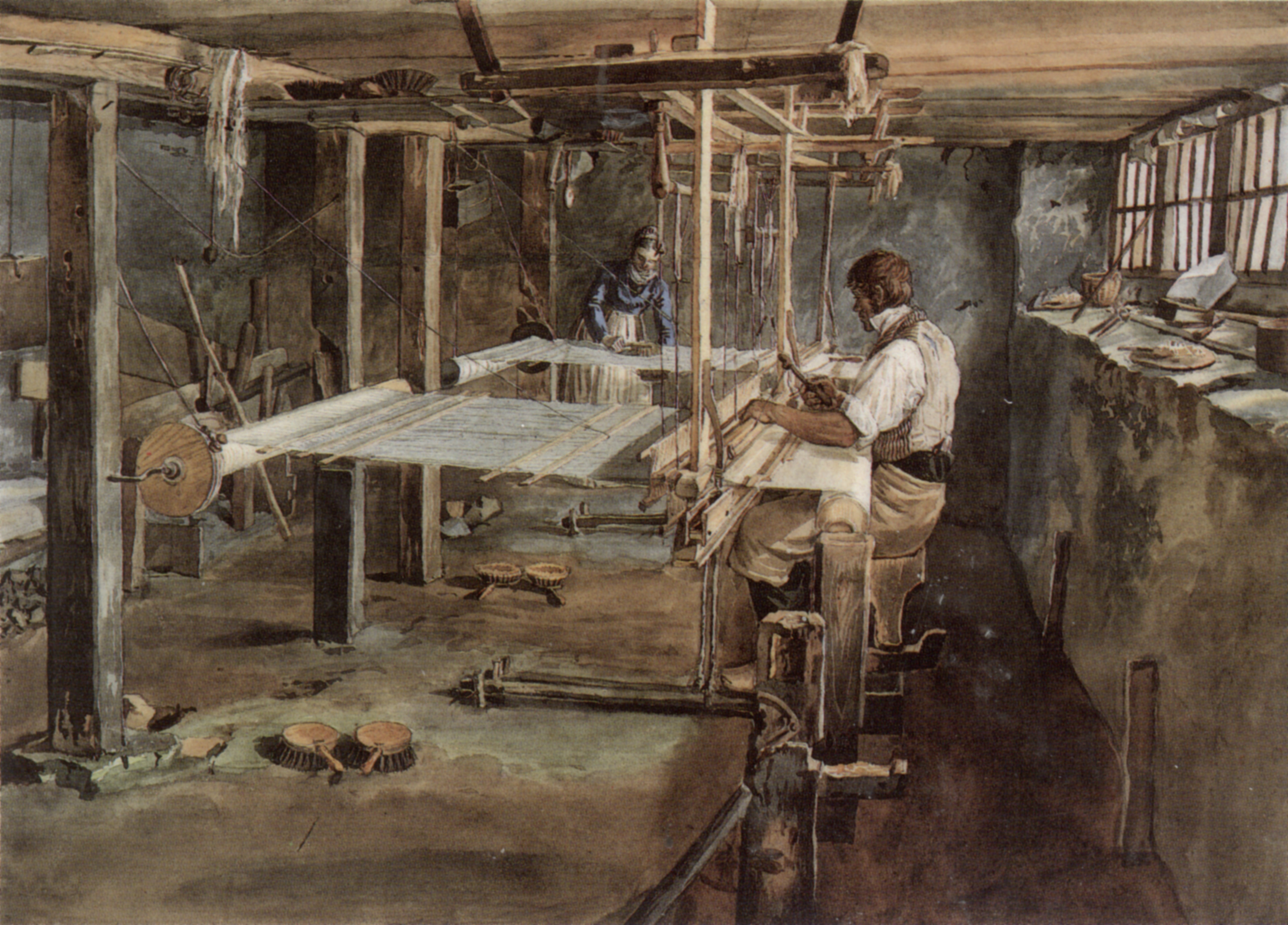
Appenzeller Weberpaar am Handwebstuhl um 1830, wichtigstes Arbeitsmittel bis etwa 1850

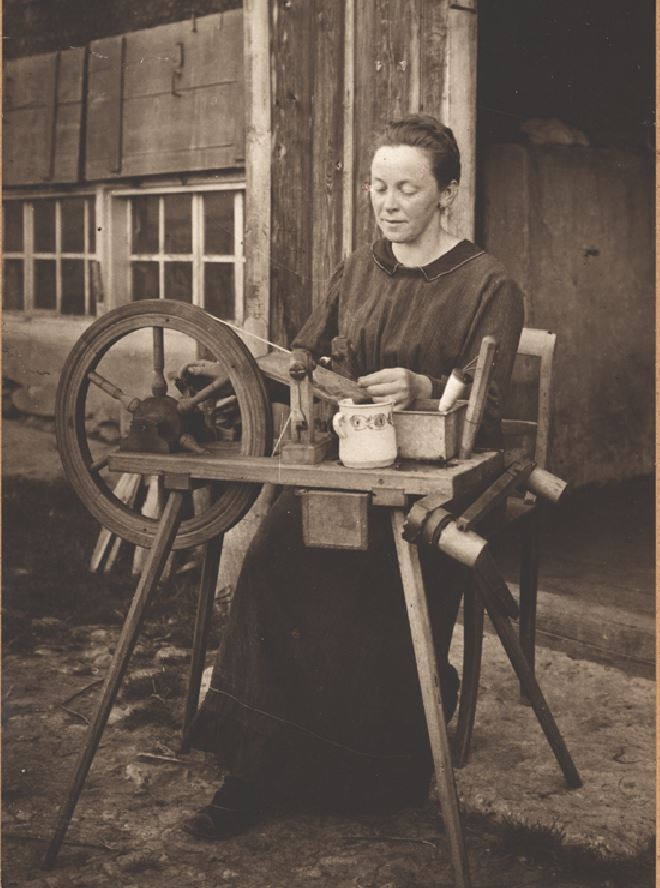
Vorstufe zum Weben: das Spinnen, Seidenspulerin in Heiden AR 1914

Die Textilindustrie in der Ostschweiz war der wesentliche Wirtschaftsfaktor in den Gebieten der heutigen Kantone St. Gallen, Appenzell Inner- und Ausserrhoden und Thurgau sowie im angrenzenden österreichischen Bundesland Vorarlberg im Mittelalter und der frühen Neuzeit. Während Jahrhunderten lebten Tausende von Familien und Arbeitern vom Handel und der Produktion von Textilien. Besonders bekannt und bedeutsam wurde die Ostschweizer Textilindustrie in der zweiten Hälfte des 19. Jahrhunderts durch die St. Galler Stickerei, die das wichtigste Exportgut der Schweiz vor dem Ersten Weltkrieg war.

## Geschichte
Die Entwicklung der Ostschweizer Textilindustrie lässt sich grob in drei Phasen unterteilen: Das Leinwandgewerbe blühte seit dem frühesten Mittelalter bis Anfang des 18. Jahrhunderts. Abgelöst wurde das Leinen durch die Produktion von Baumwollgeweben. Die Baumwollindustrie wurde schliesslich um 1850 mit der Erfindung der Handstickmaschine durch die Stickerei abgelöst. Die Blüte der Stickerei dauerte bis zum Ende der Belle Époque, also dem Anfang des Ersten Weltkriegs und noch etwas darüber hinaus. Seit dem Zweiten Weltkrieg hat die Textilindustrie der Ostschweiz – gemessen an ihrer früheren Grösse – nur noch geringe Bedeutung; besonders die St. Galler Stickerei gilt allerdings nach wie vor als wegweisend für die Stickerei weltweit.

### Leinwandgewerbe
Die Anfänge der Textilindustrie in St. Gallen gehen auf das achte Jahrhundert zurück. Urkunden des Klosters erwähnen, dass Bauern Flachs oder Leinwand abzugeben hatten. Die erste Blüte der Textilindustrie begann im 12. Jahrhundert durch die Einführung des Fernhandels. Gegen Ende des folgenden Jahrhunderts hatten die wichtigeren Städte im Bodenseeraum ein ausgebautes Leinwandgewerbe. Zu diesen Städten gehörten Augsburg, Ulm, Kempten, Ravensburg, Wangen, Kaufbeuren, Lindau, Konstanz, Schaffhausen und eben auch St. Gallen. Um 1350 begann die Stadt St. Gallen, sich von der äbtischen Herrschaft zu lösen (siehe Geschichte der Stadt St. Gallen). Sie bekam das Recht den eigenen Bürgermeister zu wählen und gab sich eine Zunftverfassung. Die Stadt führte strenge Leinwandsatzungen ein, die bestimmten, wie die Qualität der produzierten Leinwand zu bewerten sei. Von der Stadt wurden sogenannte „Leinwandschauer“ eingesetzt, die die Qualität der Ware überprüften und dann mit einem Qualitätskennzeichen markierten. Waren die Satzungen zunächst noch denen von Konstanz sehr ähnlich, wurden sie gegen Ende des 15. Jahrhunderts stark verfeinert, in dem etwa weitere Abstufungen bei den Qualitätskriterien möglich wurden.

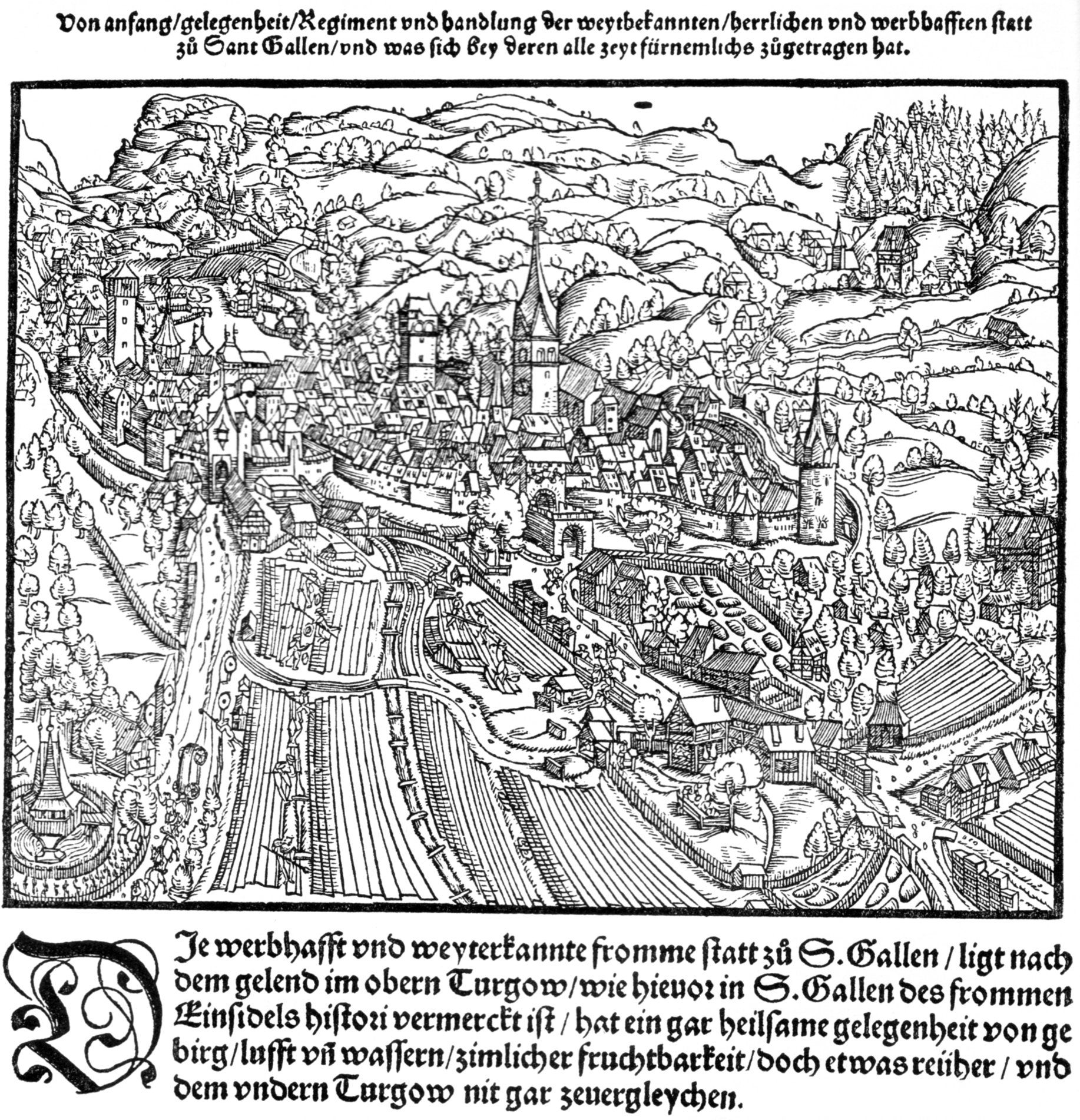
St. Gallen im Jahr 1548, deutlich sichtbar sind die grossen Bleichefelder im Vordergrund

Die St. Galler Leinwandschau hatte, auch dank kluger Politik der sich verselbständigenden Stadt, bald faktisch das Monopol im Leinwandmarkt. Die gesamte Qualitätskontrolle, sowie das Bleichen, das Färben, das Zuschneiden und das Verpacken der Ware sowie später der Export waren auf die Stadt begrenzt. Die St. Galler Leinwand war in ganz Europa ein Inbegriff für qualitativ sehr hochwertiges Gewebe und wurde nach überall dorthin exportiert: Kaufleute brachten sie nach Venedig, Mailand, Genua, Lyon, Barcelona, Valencia, Granada, Frankfurt am Main, Antwerpen, Nürnberg, Breslau, Warschau, Danzig, Krakau und Wien. Diese frühen Handelsbeziehungen machten St. Gallen zu einer vermögenden Stadt und führten zu ihrer zweiten grossen Blüte – die erste erlebte sie zur Zeit Othmars und seiner ersten Nachfolger, als der Fürstabt noch zur Hauptsache Abt war und das Kloster als Zentrum des Wissens leitete, statt als Fürst weit ab von der Heimat den Ruhm mit dem Schwert zu suchen.
Die grosse Nachfrage nach St. Galler Produkten bewirkte eine stetige Steigerung der Produktion: Waren im Jahr 1400 noch etwa 2000 Tücher à 100 Meter produziert worden, waren es 1530 bereits rund 10'000 und 1610 fast 24'000 gute Tücher. Die Stadt St. Gallen allein hätte diese Nachfrage niemals allein befriedigen können. Die Bauern der Umgebung produzierten den für die Tuchfertigung benötigten Flachs und spannen teilweise daraus das Garn selbst. Mit der Zeit begann man auch auf dem Land je länger je mehr Webstühle aufzustellen. Im Gegensatz zu anderen Orten konnten die ländlichen Weber in St. Gallen ihre Ware zu den gleichen Bedingungen anbieten, wie die zünftisch organisierten Weber der Stadt, vorausgesetzt die Qualität stimmte. Sie hatten sogar einen gewissen Vorteil, da sie nicht der Zunftordnung unterstanden, und so beispielsweise auch ungelerntes Hilfspersonal und Kinder einsetzen konnten. Auch die Tatsache, dass sich die in der Landwirtschaft verankerte Bevölkerung des Hinterlandes nicht ausschliesslich auf die industrielle Tätigkeit stützen musste, machte ihre Arbeit noch zusätzlich billiger. Bald war die Weberei im Appenzellerland so stark verbreitet, dass das selbst produzierte Flachs und Garn nicht mehr genügte, und dieses importiert werden musste. So gab es bereits in der zweiten Hälfte des 17. Jahrhunderts immer mehr Familien, die ihren Lebensunterhalt ausschliesslich durch die Weberei bestritten und die Landwirtschaft aufgaben. In den guten Jahren an der Wende zwischen dem 17. und dem 18. Jahrhundert führte diese neue Einkommensmöglichkeit zu einer starken Bevölkerungszunahme. Diese frühe Industrialisierung machte die Bevölkerung sehr abhängig von den weit entfernten Absatzmärkten und den Warenpreisen (siehe Abschnitt Lebensbedingungen).
Ende des 17. und Anfang des 18. Jahrhunderts begannen die Dörfer in der Umgebung von St. Gallen die Leinwand auch selbst zu exportieren, was zuvor immer wieder am intensiven Widerstand der Stadt, die ihr Handelsmonopol verteidigte, gescheitert war. Die St. Galler Leinwandschau war bereits Anfang des 17. Jahrhunderts durch den Dreissigjährigen Krieg und Pestausbrüche in eine schwere Krise geraten. Die städtische Politik, sich Neuerungen zu widersetzen und an ihren althergebrachten hohen Qualitätsansprüchen festzuhalten, schränkte die Bewegungsfreiheit der Kaufleute zu sehr ein, so dass diese zunehmend in den kleineren Orten der Umgebung ihre Ware einkauften. Hier konnten sie auch billigere und minderwertigere Ware erwerben, denn längst nicht alle Kunden erwarteten die absolute Spitzenqualität der städtischen St. Galler Leinwand. Auch der Zwang, die in der Stadt gekaufte Leinwand auch dort veredeln zu lassen, entfiel.

### Baumwolle
Ungefähr gleichzeitig mit dem Verlust des exklusiven Vertriebsmonopols für die Leinwand der Stadt St. Gallen, begann sich die erste ganz grosse Umstrukturierung in der Ostschweizer Textilindustrie abzuzeichnen. Es war dies der Umstieg von der Leinwand auf die Baumwolle. Tragender Kopf hinter dieser Umstrukturierung war Peter Bion, wahrscheinlich ein hugenottischer Glaubensflüchtling, der nach St. Gallen geflohen war und dort ein Handelsgeschäft eröffnete. Dort bot er vorwiegend Waren aus Fernost an, neben Gewürzen vor allem wertvolle Stoffe wie Seide oder Mousseline oder Baumwollstoffe aus Zürich. Bion begann 1721 dann als erster mit der Herstellung von Barchent, einem Mischgewebe aus Leinwand und der neuen Baumwolle. Dies brachte ihm zunächst Ärger mit der Weberzunft ein, da er selbst der Schneiderzunft angehörte und daher aufgrund der Zunftordnung kein Tuch weben oder weben lassen durfte. Er trat daraufhin zur Weberzunft über und gab seinen Laden auf. Allerdings ignorierte er die Zunftregeln weiterhin so gut es ging, und begann, im Zürcher Hinterland und in Glarus, wo die Baumwollindustrie schon etwas Fuss gefasst hatte, Baumwollgarn für die von ihm eingestellten Weber herstellen zu lassen.
Ab 1730 begann sich die Baumwollindustrie langsam durchzusetzen. Im Kanton Appenzell begann sich nun die Baumwollspinnerei und -weberei zusätzlich zur Leinwandindustrie zu verbreiten. Der Handel mit den neuen Baumwollprodukten blühte sosehr, dass gegen Mitte des 18. Jahrhunderts die althergebrachte Leinwandindustrie in eine bedeutende Krise fiel. Leinwand war nicht mehr modern und auch noch teurer als die Baumwollprodukte. Im Kloster St. Gallen entstand 1801 die erste mechanische Baumwollspinnerei und sozusagen erste Fabrik der Schweiz. Versuche, die Baumwollindustrie, die sich bisher frei entfalten konnte und auch in der Stadt St. Gallen nicht der Zunftordnung unterstand, doch noch zu regulieren und unter eben jene Zunftordnung zu stellen, also Handel und Verarbeitung von Baumwollgarn und Baumwolltüchern streng zu beaufsichtigen, scheiterten 1748 und 1759 am Widerstand des Kaufmännischen Direktoriums. Dies war die Vereinigung der städtischen Kaufleute und über lange Zeit der wesentliche liberale Gegenpol zur sonst sehr konservativ orientierten städtischen Politik. Besonders die späteren politischen und wirtschaftlichen Veränderungen im 19. Jahrhundert hat das Kaufmännische Direktorium wesentlich mitgeprägt, auch als potenter Geldgeber. Dieser politische Erfolg Mitte des 18. Jahrhunderts zeigte erstmals die neue
politische Kraft, die von der Wirtschaft und vom Drang zur Handels- und Gewerbefreiheit ausging.
Die zweite Hälfte des 18. Jahrhunderts gehörte nun zu einem wesentlichen Teil dem Handel mit und der Produktion von Baumwollprodukten. Barchent, Mousseline und Baumwolltücher fanden reissenden Absatz, so dass besonders im Appenzellerland gutes Geld zu verdienen war, und es erneut eine deutliche Bevölkerungszunahme erfuhr. Die geblümte Leinwand – das war solche, die mittels eines speziellen Verfahrens mit Blumenmustern versehen war, teilweise bereits durch Einsatz des Jacquard-Webstuhls – war von der „alten“ Textilart ebenfalls sehr gefragt.
Neben der Weberei wurde auch die Zulieferung der Rohstoffe, insbesondere des Garns, immer wichtiger. Zwischen 1750 und 1780 breitete sich die Baumwollspinnerei in grosse Teile des Appenzellerlandes, des Toggenburgs und im Rheintal aus. Auch jenseits von Rhein und Bodensee, im süddeutschen Raum und im Vorarlberg wurde für die St. Galler Baumwollindustrie Garn gesponnen. Wahrscheinlich beschäftigte allein die Baumwollspinnerei um 1780 40'000 Personen.
Die produzierten Baumwolltücher wurden in verschiedenen Formen, verschiedenen Qualitäten und unterschiedlichsten Farbmustern produziert und angeboten. Diese wurden später teilweise noch bedruckt oder bestickt. Die Veredelungsindustrie, die Tücher bedruckte, färbte oder bestickte, erfuhr mit dem Aufschwung der Produktion natürlich auch deutliche Zuwachsraten, so dass auch Textildruckereien gegen Ende des 18. Jahrhunderts in grosser Zahl neu eröffnet wurden und vielen Menschen Arbeit gaben. Eine Sonderstellung in der Veredelungsindustrie sollte spätestens seit 1850 die Stickerei einnehmen, denn sie begann um diese Zeit durch die Erfindung der Handstickmaschine die Weberei nach und nach einzuholen und später gar zu verdrängen.
|                                                            | 1760       | 1771       | 1817       | 1820       |
| ---------------------------------------------------------- | ---------- | ---------- | ---------- | ---------- |
| Nahrungsmittel                                             |            |            |            |            |
| 1 Viertel Korn                                             | 50 kr      | 6 fl 30 kr | 11fl       | 1 fl 10 kr |
| 1 Viertel Haber                                            | 18 kr      | 2 fl       | 3 fl       | 22 kr      |
| 1 Viertel Weissmehl                                        | 1 fl 4 kr  | 5 fl 52 kr | 14 fl      | 1 fl 26 kr |
| 1 Zentner Kartoffeln                                       | 40 kr      | 1 fl 30 kr | 11 fl      | 40 kr      |
| 1 Pfund Rindfleisch                                        | 4 kr       | 10 kr      | 15 kr      | 9 kr       |
| 1 Pfund Butter                                             | 10 kr      | 20 kr      | 44 kr      | 17 kr      |
| 1 Pfund Brot                                               | 2 kr       | 16 kr      | 30 kr      | 3 ½ kr     |
| Löhne                                                      |            |            |            |            |
| Spinnerlohn pro Schneller                                  | 12-15 kr   | 2/3 kr     | 2/3 kr     |            |
| Weberlohn pro Woche                                        | 5 fl 24 kr |            | 1 fl 48 kr | 2-4 fl     |
| fl=Gulden, kr=Kreuzer; 60 Kreuzer entsprachen einem Gulden |            |            |            |            |

Vor dem letzten Höhenflug der Baumwollweberei kam es allerdings zu zwei schweren Einschnitten: Den grossen Hungersnöten von 1771 und 1817. Der Absatz war schon vorher massiv eingebrochen und die Arbeitslosigkeit gestiegen. Die meisten Textilarbeiter hatten keinen Rückhalt mehr in der Landwirtschaft, und als dann auch noch eine Missernte folgte, verarmten viele Heimarbeiter. Zuerst konnten sie sich teilweise noch durch Verkauf oder Verpfändung von Land und Haus über Wasser halten, später aber half auch das nicht mehr. Rund 5000 Menschen starben in den Kantonen St. Gallen, Appenzell Innerrhoden und Ausserrhoden entweder direkt an den folgen des Hungers oder an Krankheiten wie Ruhr, Pocken oder Typhus in der Folge ungenügender oder schlechter Ernährung. Auch zwischen diesen Hungersnöten konnte die Situation für die meisten Bevölkerungsschichten mehr schlecht als recht gemeistert werden. Denn auch in den 1790er Jahren waren die Lebensmittelpreise, trotz guter Ernten, sehr hoch. Deutschland benötigte das Getreide aufgrund verschiedener Kriege selbst. Die einheimischen Bauern nutzten die Situation zu ihrem Vorteil und hielten die Preise der eigenen Lebensmittel künstlich hoch.
In diesem Umfeld wirtschaftlich schwerer Zeiten erstaunt der zunehmende Konflikt der unteren Bevölkerungsschichten mit der Obrigkeit wenig. Sowohl auf katholischer Seite im Fürstenland als auch in der reformierten Stadt wurden bisher Hungersnöte und anderes Übel als gottgegeben und als Folge menschlichen Fehlverhaltens dem Schöpfer gegenüber gegeisselt. Doch die aufklärerischen Gedanken waren auch in die Ostschweiz gelangt, und es gelang der Geistlichkeit je länger je weniger, diese zu unterdrücken (siehe Geschichte des Kantons St. Gallen). Auf die Wirtschaft bezogen folgte daraus die Loslösung aus der Leibeigenschaft, das Ende steuerlicher Vorteile für die Oberschicht und schliesslich die freie Marktwirtschaft.
Das Zeitalter der Mechanisierung begann mit der Spinnerei. Spinnmaschinen waren um 1790 herum erstmals in England aufgestellt worden, und das damit produzierte Maschinengarn eroberte bald das Festland. Es war von besserer Qualität als das handgesponnene Garn und erst noch billiger. Die Industrielle Revolution in England hatte den Textilsektor erreicht und damit die europäischen Textilzentren in ihrem Herzen getroffen. Viele Spinner, die jetzt ihre Arbeit verloren, fanden jedoch bald wieder solche in der noch immer im Aufschwung befindlichen Weberei oder der Stickerei. Die Kontinentalsperre verbesserte die Situation auf dem Festland vorübergehend, da während dieser Zeit der Import englischer Ware nicht mehr möglich war. 1801 eröffnete in St. Gallen die General-Societät der englischen Baumwollspinnerei in St. Gallen, die erste Aktiengesellschaft und auch die erste Maschinenstickerei der Schweiz. Dieser war der Erfolg zwar nicht vergönnt – sie ging nach wenigen Jahren Konkurs – mehrere entscheidende Impulse gingen dennoch von ihr aus. So wurden in der Folge weitere Spinnfabriken in der Ostschweiz eröffnet und es wurde 1828 die Maschinenfabrik St. Georgen zum Unterhalt alter und zum Bau neuer Textilmaschinen gegründet, die später zu einer der grössten Maschinenfabriken der Schweiz wurde. Das Aufkommen der Maschinenstickerei war der Baumwoll- und Stickindustrie sehr zuträglich, denn in früheren Jahren war immer wieder das Garn ausgegangen.
Die erste Hälfte des 19. Jahrhunderts war noch fest in der Hand der Baumwollweberei. Einige wesentliche Verbesserungen an den Handwebstühlen erhöhten die Produktivität der Weber, um mit der gesteigerten Nachfrage Schritt halten zu können. So wurde nach 1800 der sogenannte Schnellschützen eingeführt, eine Vorrichtung mit der das Schiffchen mit einem Hebel durch den Stoff geschossen werden konnte, was die Arbeitsgeschwindigkeit des Webers deutlich erhöhte und zudem breitere Webstühle zuliess. 1801 wurde mit der Schnell- oder Chlorbleiche auch die bisherige aufwendige Sonnenbleiche überflüssig. Dies hatte dann wiederum einen massiven Einfluss auf das Landschaftsbild, insbesondere im Umkreis der Stadt St. Gallen, indem die bis dato als Bleichen verwendeten Gebiete vor den Mauern der Stadt jetzt für den Siedlungsbau verwendet werden konnten. Geblieben sind Ortsbezeichnungen wie „Kreuzbleiche“ oder „Bleicheli“.

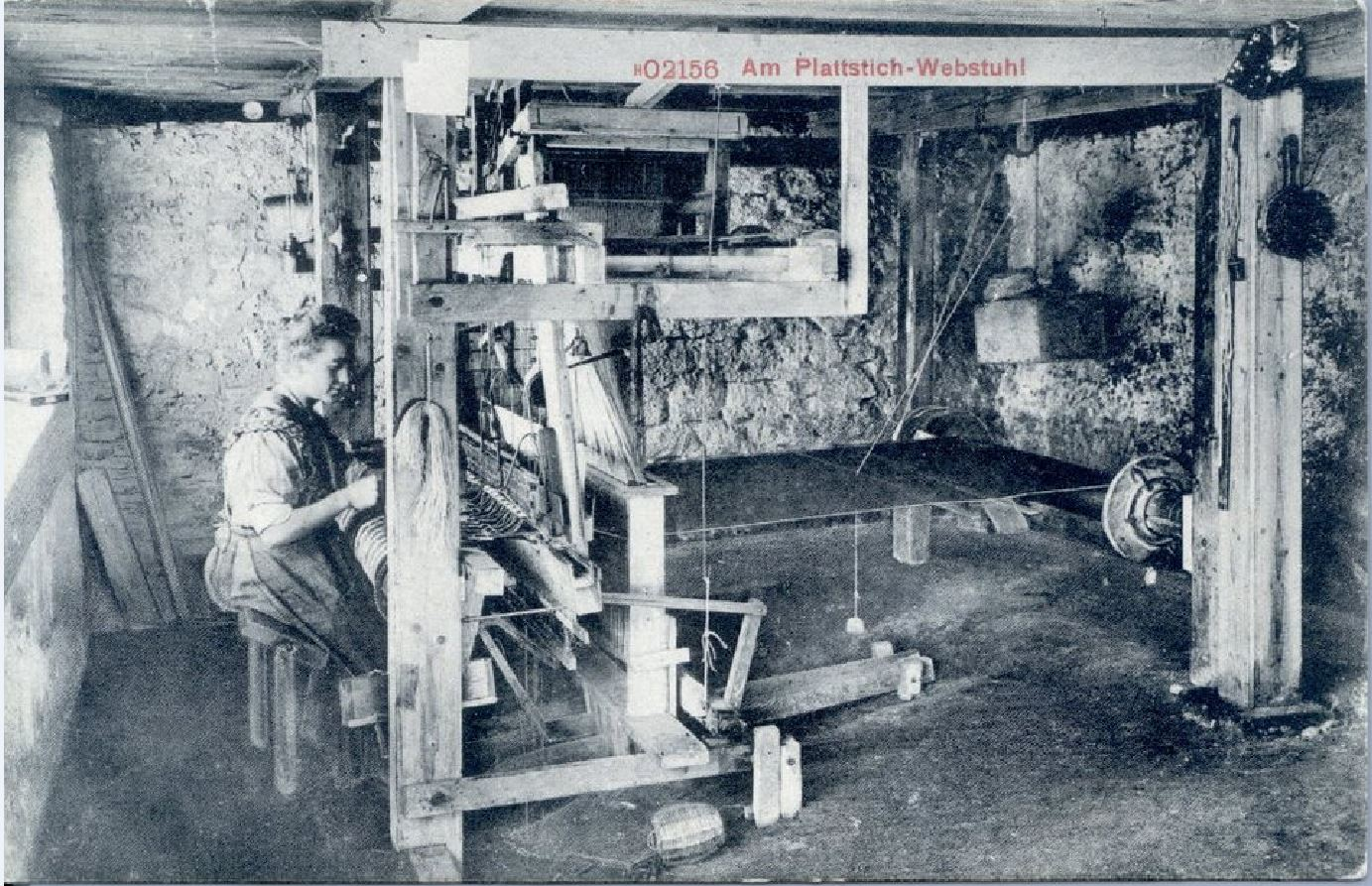
Plattstich-Handwebstuhl in einem Webkeller in Appenzell Ausserrhoden

Auch ein paar neue Webverfahren wurden noch eingeführt, die jeweils vorübergehend durch neue Produktmöglichkeiten den Absatz wieder erhöhten: 1821 der Jacquard-Webstuhl, der mittels Lochkarten das Weben fast beliebiger Muster ermöglichte, 1823 der Plattstichwebstuhl, der eine Verbindung von Sticken und Weben zuliess, und 1840 die Spickplatte. Die mechanische Weberei wurde 1825 erstmals in der Schweiz in Rheineck eingeführt. Später wurde diese erste Maschinenwebfabrik ins Vorarlbergische verlegt, und vernünftige weitere Versuche mit mechanischen Webstühlen gab es erst wieder 1837 im thurgauischen Wängi. Viel erfolgreicher waren hier, wie auch in der Spinnerei, die englischen Webfabriken. Die meisten Ostschweizer Kaufleute und Fabrikanten begannen daher, um der englischen Konkurrenz auszuweichen, Spezialstoffe herzustellen, die mit den mechanischen Webstühlen noch nicht oder zumindest nicht in gleicher Qualität hergestellt werden konnten. Dies hatte für die einheimischen Kaufleute diverse Vorteile, insbesondere dass dadurch die wenig kapitalintensive Heimindustrie beibehalten werden konnte.
Der letzte grosse Aufschwung in der Weberei für die Ostschweiz wurde mit der vermehrten Produktion von bunten Stoffen erreicht, denn diese konnten mit Maschinen noch nicht vernünftig hergestellt werden. 1850 wurde dann auch diese allmählich mechanisiert. Durch die Zusammenfassung der ganzen Arbeitsprozesse vom Spinnen über das Färben und Weben bis zum Veredeln in einer einzelnen Fabrik waren diese jetzt allmählich konkurrenzfähig. So entstanden zwischen 1850 und 1865 mindestens 17 neue Buntweberei-Fabriken mit weit über 2000 Webstühlen. Daneben eröffneten auch diverse Fabriken für Weissweberei, diese wurden vor allem in der zweiten Hälfte des 19. Jahrhunderts je länger je wichtiger, weil die weissen Stoffe für die meisten Stickereien als Stickboden (Ausgangsmaterial) benötigt wurden. Gegen Ende des Jahrhunderts waren noch etwa ein Drittel der mechanischen Webstühle für Buntweberei ausgelegt, während es 1880 noch umgekehrt war. In der Handweberei waren im Kanton St. Gallen 1868 2417 Webstühle für Weissweberei und 9691 für Buntweberei ausgelegt. 1880 waren es nur noch 366 für weisse Stoffe, aber immerhin noch 2796 für bunte. 1900 war die Handweberei fast ganz zusammengebrochen, es gab noch 59 Webstühle für Weissweberei und 425 für Buntweberei.

### Stickerei

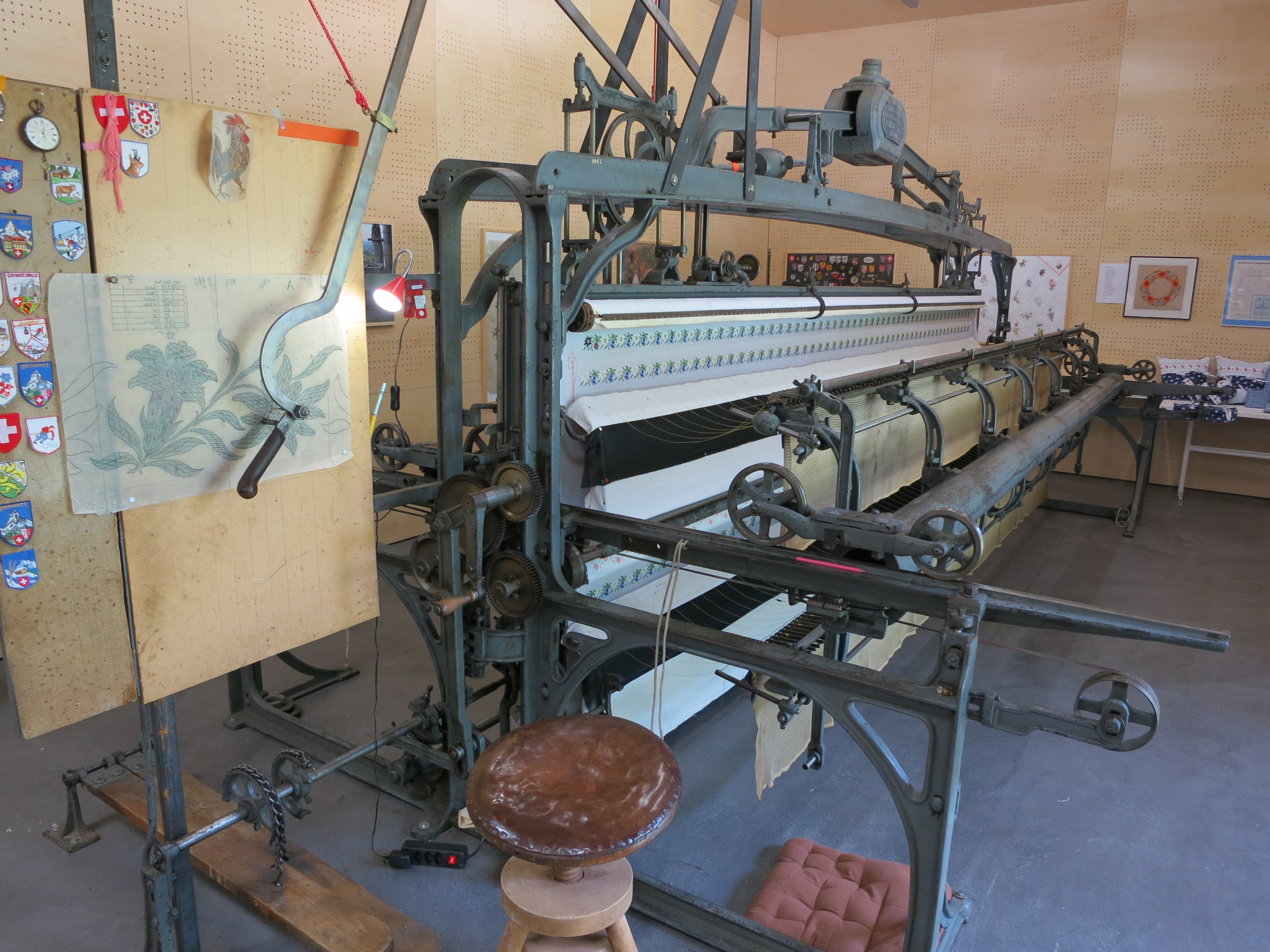
Handstickmaschine der Maschinenfabrik Karl Bleidorn Arbon, um 1890

Die Stickerei sollte St. Gallen schliesslich die dritte und bei weitem grösste Blüte ihrer Textilgeschichte ermöglichen. 1753 hatte das Handelshaus Gonzenbach erstmals Mousseline per Hand besticken lassen. Auch dieses neue Textilhandwerk verbreitete sich ungeheuer rasch, so dass um 1790 bereits um die 50'000 Frauen für St. Galler Handelshäuser Handstickarbeiten ausführten – die Handstickerei war und blieb während der ganzen Zeit, im Gegensatz zur Maschinenstickerei, reine Frauenarbeit.
Um 1850 kamen die ersten funktionierenden Handstickmaschinen auf den Markt, die bald reissenden Absatz fanden und in der ganzen Ostschweiz verbreitet wurden. In einigen Regionen des Kantons St. Gallen stand mindestens in jedem zweiten Haus eine solche Handstickmaschine, die Stickfabriken nicht eingerechnet. Die Stickerei verdrängte bald vielerorts die Weberei und wurde zum grössten Exportzweig der Schweiz um die Jahrhundertwende.
Der zweite Entwicklungsschritt bei der Stickerei war die Entwicklung der Schifflistickmaschine durch Isaak Gröbli. Diese ermöglichte deutlich schnelleres Arbeiten und die Verlängerung der Arbeitsfäden, wodurch die Unterbrüche durch das Auswechseln und Nachfädeln der Nadeln verkürzt werden konnten. Eine weitere Vereinfachung des Arbeitsvorgangs erfolgte 1884 durch die Erfindung der Fädelmaschine, dies machte das zeitaufwendige einzelne Einfädeln der vielen Nadeln überflüssig.

## Lebensbedingungen

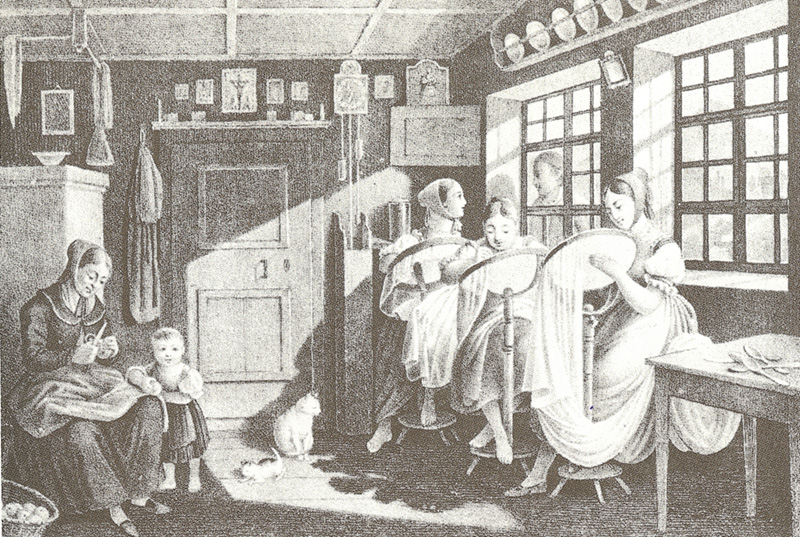
Handstickerinnen in einer appenzellischen Wohnstube, um 1830

In der Textilindustrie war während langer Zeit die Heimarbeit die Regel. In fast jedem Haus, insbesondere im Kanton Appenzell Ausserrhoden, stand zu Beginn des 19. Jahrhunderts ein Webstuhl oder zumindest ein Spinnrad. Bereits besassen grosse Teile der Bevölkerung keinen eigenen Boden für die Landwirtschaft mehr. Selbst dort wo noch Landwirtschaft betrieben wurde, wurde zumindest während der Wintermonate gestickt, gewoben oder gesponnen.
Die Arbeitszeit war lang: 13 oder 14 Stunden pro Tag, ausser am Sonntag, waren die Regel und die Arbeit war sehr eintönig. Abwechslung brachte beim Weben lediglich die Zeit, wenn ein Tuch fertig war und neue Kettfäden eingezogen werden mussten. Die Spinnerinnen – Spinnen war meistens Frauenarbeit – waren dafür, im Gegensatz zu den Webern, nicht an eine Lokalität gebunden. Sie arbeiteten in der Stube oder, wenn das Wetter gut war, auch im Freien oder gemeinsam mit anderen Spinnerinnen auf dem Dorfplatz.
Viele der Beiarbeiten in der Textilindustrie waren Kinderarbeit. Teilweise mussten die Kinder bereits mit sechs Jahren im elterlichen Gewerbe mithelfen und Sticknadeln einfädeln oder fertig bestickte Stoffe ausschneiden. Mit zwölf Jahren waren drei bis vier Stunden fädeln oder andere Beiarbeiten die Regel, mit vierzehn Jahren bereits vier bis sieben Stunden – zusätzlich zur Schule.

„Sobald ich am Morgen aufgestanden bin, so muss ich in den Keller hinab, um zu fädeln, und dann kann ich das Morgenessen geniessen. Nachher muss ich wieder fädeln, bis es Zeit zur Schule ist. Wenn diese um elf Uhr beendigt ist, gehe ich schnell nach Hause und muss wieder fädeln bis zwölf Uhr. Dann kann Ich Das Mittageseen geniessen und muss wieder fädeln bis ein Viertel vor 1 Uhr. Dann gehe ich wieder in die Schule, […]. Wenn ich heimkomme, muss ich wieder fädeln bis es dunkel wird, und dann kann ich das Abendessen geniessen. Nach dem Essen muss ich wieder fädeln bis um zehn Uhr; manchmal, wenn die Arbeit pressant ist, so muss ich bis um elf Uhr fädeln im Keller. […] So geht es alle Tage.“

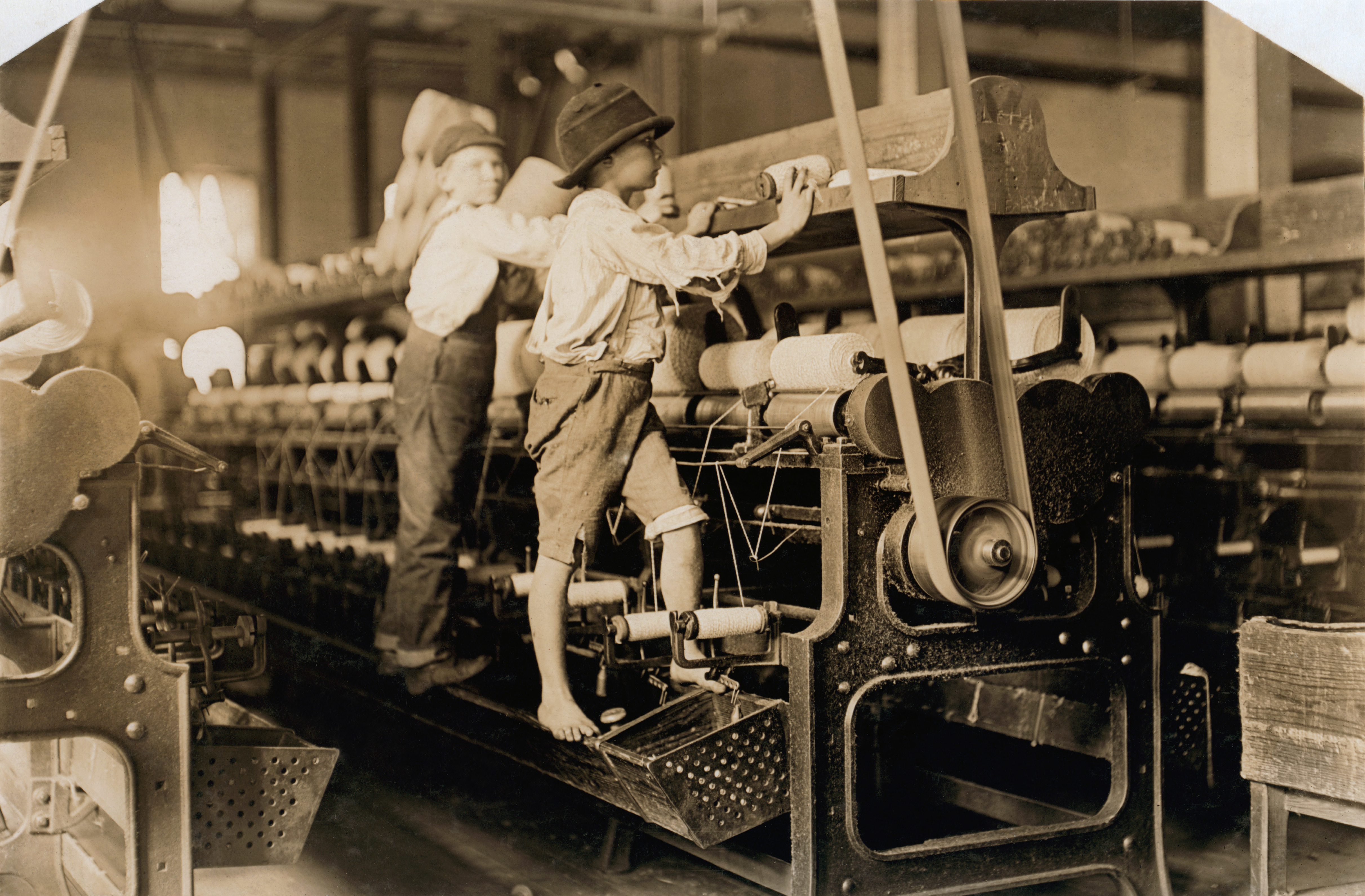
Kinderarbeit in einer Spinnmaschinenfabrik (Bild aus den Vereinigten Staaten)

Dass diese eintönige und stundenlange Arbeit der Kinder für ihre Entwicklung und für ihre Konzentrationsfähigkeit in der Schule nicht förderlich war, braucht nicht weiter erörtert zu werden. Neben der Stickerei wurde auch in der Spinnerei sehr stark auf Kinderarbeit gesetzt. Die Spinnereifabrikanten liessen ihre Arbeiter und Kinder zu absolut widrigen Arbeitsbedingungen 15 und mehr Stunden pro Tag an den Maschinen arbeiten, zu Hungerlöhnen. Erst mit der langsamen Verbesserung der Marktlage und der damit einhergehenden Modernisierung wurden die Arbeitsbedingungen etwas besser. Im Laufe der Jahrzehnte wurde auch die Arbeitszeit reduziert. Bis in die 1860er Jahre hinein war die Arbeitszeit in den Fabriken sukzessive auf zwölf Stunden pro Tag reduziert worden.
Die Arbeiter in den Fabriken waren den Fabrikanten praktisch vollständig ausgeliefert. Die Arbeitgeber diktierten Löhne und Arbeitszeiten und verlangten Arbeitsdisziplin und unbedingten Gehorsam. Üblich war es auch, vom vereinbarten Lohn noch Abzüge für unsaubere Arbeit, nötige Nacharbeiten und so weiter einzubehalten. Solche waren für den Arbeiter nicht vorhersehbar und oft willkürlich, und ihr Umfang war rein von der Profitgier des Arbeitgebers geprägt. Das galt überdies nicht nur für die Fabrikarbeiter, sondern auch für die Heimsticker und -weber.
Eine gewisse Verbesserung der Situation der Arbeiter und insbesondere der Kinder wurde erst 1878 durch die Verabschiedung des Eidgenössischen Fabrikgesetzes erzielt. Es verbot die Kinderarbeit in Fabriken vollständig und forderte von den Arbeitgebern, dass sie die Arbeitsbedingungen und Abzüge mit den Arbeitern klar und im Voraus vereinbarten. Das gefiel natürlich den Arbeitgebern nicht besonders, und auch die Politiker im St. Gallenland schauten anfänglich grosszügig weg, so dass sich das Gesetz nur langsam durchsetzen liess. Das Gesetz galt nur für Fabriken, so dass es indirekt zum Förderer der Heimarbeit wurde. In den Heimstickbetrieben konnten die Kinder nach wie vor uneingeschränkt ausgenützt werden, und auch die Höchstarbeitszeit von 11 Stunden täglich war hier nicht bindend. Auch die Heimarbeiter selbst opponierten nicht gegen die (Aus)nutzung der Kinderarbeit, da sie zur Sicherung ihrer eigenen Existenz schlicht eine Notwendigkeit darstellte.

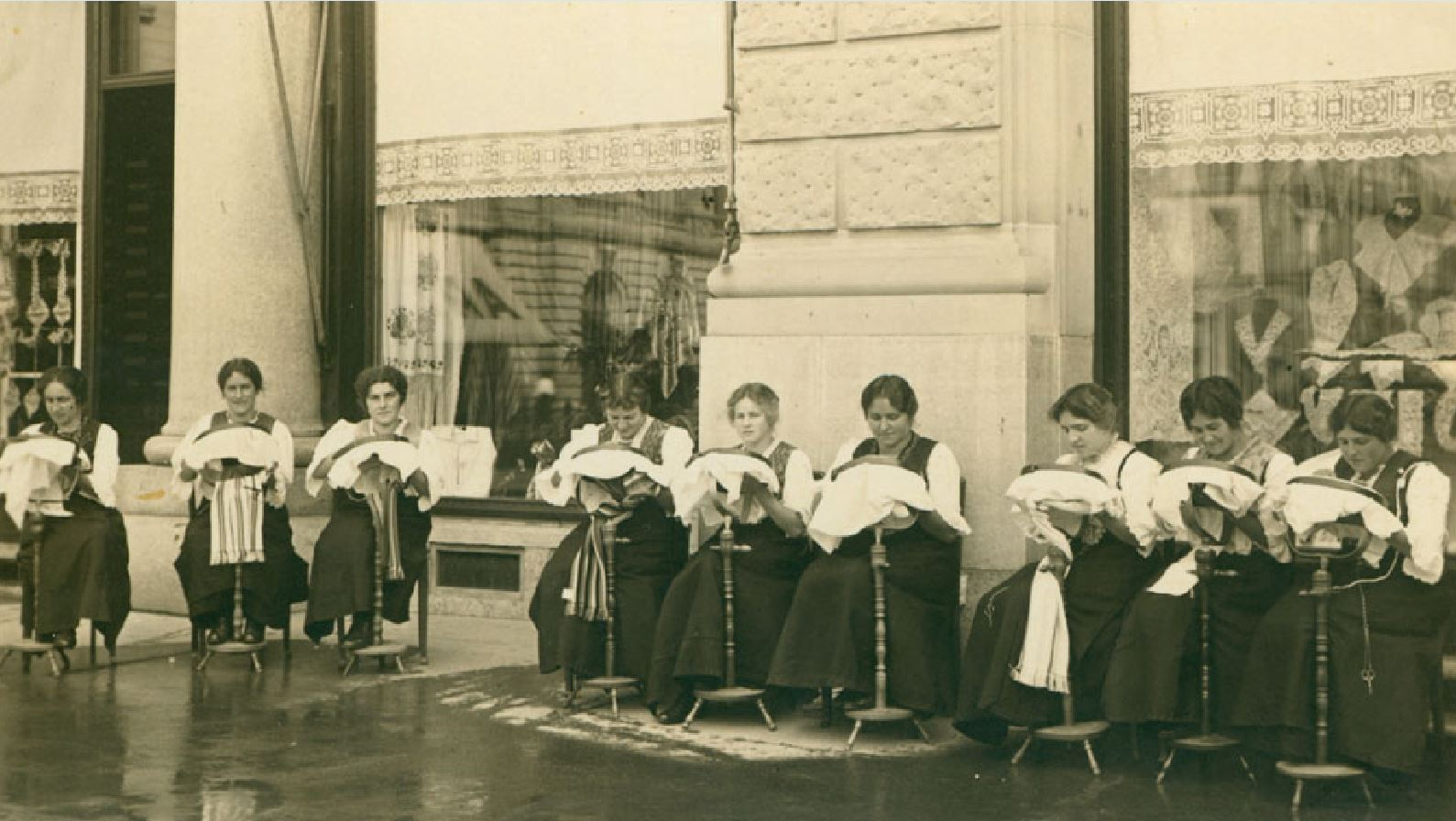
Innerrhoder Handstickerinnen für die Firma Edmund Broger in Berlin 1916

Die Heimsticker bekamen ihre Aufträge in den meisten Fällen von sogenannten Ferggern und nur selten direkt von den Exporteuren. Die Fergger übernahmen von einem Handelshaus die Aufträge und verteilten sie an ihre Sticker. Bei der Auftragsübergabe wurde über den Lohn für die Arbeit verhandelt. Oft verkaufte der Fergger den Stickern auch das zur Herstellung nötige Garn. Von seinem Lohn musste der Sticker die Abzüge für die Nachstickerin, die eventuell vorhandene Fehler korrigieren musste, gewärtigen. Weil nicht nur der Auftraggeber, sondern auch der Fergger möglichst viel verdienen wollten, waren diese Abzüge zuweilen sehr hoch. Ausweichmöglichkeiten blieben dem Sticker kaum, er konnte bei den gröbsten Auswüchsen höchstens versuchen, den Fergger zu wechseln. Auch den übriggebliebenen Lohn konnte er nicht vollumfänglich für sich selbst brauchen, denn die Bezahlung seiner Hilfskräfte, insbesondere der Fädlerin, die ihn bei der Arbeit an der Maschine zu unterstützen hatte, waren seine Sache. Der Fädlerlohn blieb in der Familie, wenn der Sticker für diese Arbeit seine Kinder oder seine Frau einspannen konnte, was aus genau diesem Grund sehr häufig geschah. Trotz dieser schlechten Situation, was seine Entlöhnung betraf, waren die Sticker in der Regel nicht allzu schlecht gestellt, und galten als angesehene Leute mit handwerklichem Können. Die Einzelsticker hatten entsprechend auch ein sehr hohes Ansehen von sich selbst. Sie sahen sich als vornehme Industriearbeiter und keinesfalls als Proletarier. Sie wollten sich selbst von den „normalen“ Fabrikarbeitern abgehoben sehen, denn sie waren selbstständige Arbeiter und ihre eigenen Herren. Von ihrem Geschick hing Einkommen und Vermögen ab. Viele kamen allerdings nie langfristig zu Vermögen, da man das verdiente Geld gerne schnell wieder ausgab, namentlich im Wirtshaus für guten Wein oder für „standesgemässe“ Kleider.
Überhaupt hatte die Kleidung bei den Textilarbeitern eine sehr hohe Bedeutung, und man gab zuweilen mehr für neue Kleider aus als für besseres Essen. Nicht zuletzt wollte gerade die junge Generation durch diese Zurschaustellung ihrer finanziellen Möglichkeiten potentielle Partner anlocken. Die Heirat war nämlich oft fast der einzige Weg, sich aus der Abhängigkeit der Eltern zu lösen, fortzuziehen und auf eigene Kasse Weben oder Sticken zu können statt auf diejenige der Eltern.

## Finanzielle Situation
Wie im vorhergehenden Absatz angedeutet, war das Einkommen der Textilarbeiter wesentlich von der Willkür der Auftraggeber abhängig. Daneben hatte allerdings vor allem auch die Konjunktur einen sehr grossen Einfluss auf das Wohlergehen der Arbeiter. Stockte der Absatz, wurde der Lohn gekürzt oder fiel ganz weg. Das Exportprodukt Textilien machte die Arbeiter, und mit ihnen die ganze Region, von der Konjunktur der weltweiten Märkte abhängig, die auch von den Exporteuren nicht eingeschätzt werden konnte. Besonders hart traf es die Heimarbeiter, da sie in schweren Zeiten einfach keine Aufträge mehr erhielten. Die Flexibilität, mit der durch die Heimarbeit die Fertigungsaufträge vergeben werden konnten, trafen in der Krise praktisch direkt die Arbeiter. Selbst in guten Zeiten waren die Löhne niedrig. Von der Situation der Heimarbeiter berichtet ausführlich der Baumwollfergger Ulrich Bräker (1735–1798) in seinem vielbeachteten und der Weltliteratur zugerechneten Werk. Er gilt als einer der ganz wenigen Schriftsteller, die das Ostschweizer Textilwesen aus der unmittelbaren Sicht der Unterschicht beschrieben haben. 
Ein Weber verdiente 1835, zu einer guten Zeit, zwischen 1fl 20kr und 2fl 30kr pro Woche. Um seine fünfköpfige Familie zu ernähren, brauchte er 34 Kreuzer pro Tag, mit Sparen 31. Das macht pro Woche zwischen 3fl 37kr und 3fl 58kr (der Gulden zerfällt in 60 Kreuzer), was ganz offensichtlich nicht ausreicht. Er war also zwingend auf die Mitarbeit seiner Familienmitglieder angewiesen. Dabei sind in voriger Rechnung Mietzinsen, Kleider, Holz etc. noch nicht einmal eingerechnet.
Richtig schlimm wurde es allerdings bei schlechter Konjunktur. Die faktische Monokultur, die die Textilindustrie in der Ostschweiz erzeugt hatte, machte die ganze Landschaft von dieser abhängig. Gingen die Exporte zurück, fielen die Löhne zuweilen ins Bodenlose. Die Textilarbeiter hatten vielerorts auch längst keinen Rückhalt mehr in der Landwirtschaft oder eigenen Boden, der sie ernähren konnte, und so wurde dann die Not sofort sehr offensichtlich. Bis ins 20. Jahrhundert hinein waren aber offen ausgetragene Arbeitskämpfe sehr selten. Dies hat verschiedene Gründe. Zum einen den bereits erwähnten Berufsstolz der Handmaschinensticker, zum anderen ihre gegenseitige Isolation durch die Heimarbeit und ihre damit begründete Abneigung gegenüber gewerkschaftlich organisierten Vereinigungen. Zu den ersten grossen Protesten kam es im ersten Jahrzehnt des 20. Jahrhunderts durch die besser organisierten Schifflisticker. Diese hatten etwas die Abneigung gegen den Zusammenschluss verloren, da sie viel öfter zusammen in einer Fabrik arbeiteten als die Handmaschinensticker. Trotz steigender Absätze waren die Löhne 1904 und 1908 zweimal bereits deutlich nach unten korrigiert worden. Zu jener Zeit waren natürlich auch eventuelle Arbeitsausfälle oder Kurzarbeit nicht versichert.
In den Köpfen der Firmenbesitzer hielt sich noch immer das alte Bild, wonach sie alleine wüssten, was das Beste für die Arbeiter sei. So soll der Arboner „Stickerkönig“ Arnold B. Heine während einer Aussperrung in seinem Betrieb der New Yorker Handelszeitung erklärt haben, die Arbeiter müssten lernen, dass – Zitat – „sie den Leitern der Fabriketablissements und nicht den Agitatoren zu folgen haben“. Und zwar – Zitat –, weil „wir ihre Interessen besser beurteilen können und mehr am Herzen haben, als ihre unverantwortlichen Führer“. Doch die Zeit, in der die Fabrikbesitzer Löhne und Anstellungsbedingungen nach Belieben festlegen konnten, war vorbei.

## Städtische Politik bis 1798
Die Textilindustrie und der Handel waren zentrale Treiber der Politik der freien Reichsstadt St. Gallen. Diese war zwar offiziell seit dem 16. Jahrhundert von den 6 Zünften getragen, wird aber mit zunehmender Dauer mehr und mehr als aristokratisch beschrieben. Die zielbewusste Ausrichtung der Politik auf das Leinwandgewerbe begann in der zweiten Hälfte des 15. Jahrhunderts. Damals wurden die ersten Abkommen der Stadt mit der Eidgenossenschaft geschlossen, wodurch sie auch von Freihandelsabkommen der Eidgenossenschaft, etwa mit Frankreich, profitieren konnte. Diese erlaubten den Zollfreihandel mit wichtigen französischen Märkten, was einen deutlichen Vorteil gegenüber der Konkurrenz darstellte. St. Gallen verstand es auch, durch eine extrem protektionistische Politik die Konkurrenz aus anderen Schweizer Orten auszubooten. Um die einen sehr guten Ruf geniessende Veredelungsindustrie zu schützen, wurden auch Massnahmen gegen das Kopieren der Verfahren eingeleitet und ausreisewillige Handelsleute, die sich in anderen Orten niederlassen wollten, mit bedeutenden Geldbeträgen zur Umkehr überredet. 
Neben der Zunftregierung der Stadt, ihrerseits allein durch das Wesen der Zünfte bereits wirtschaftspolitisch geprägt, existierte seit 1730 die Kaufmännische Corporation, die sich aus Interessengemeinschaften der Handelshäuser gebildet hatte. Diese Corporation war vergleichbar mit der Handelskammer anderer Städte und beeinflusste die Politik massgebend, nicht zuletzt auch deshalb, weil sie sehr finanzkräftig war. Ihre Vorschläge wurden von den Räten der Stadt fast immer durchgewinkt. Im Gegensatz zur städtischen Politik, die mit dem Eintreten der Helvetik komplett umgekrempelt wurde, existierte die Kaufmännische Corporation bis ins 20. Jahrhundert hinein. 
Mit ein Träger der protektionistischen Politik und auch eine Ursache dafür, dass die damalige Stadtrepublik aus heutiger Sicht meistens als aristokratisch beschrieben wird, war das komplizierte Wahlverfahren in die Räte. Die Zünfte schlugen ihre Kandidaten in einem mehrstufigen Prozess den Räten vor. Erst nachdem sich die Räte über die Kandidaten praktisch einig waren, wurden diese der Volksversammlung zur Abstimmung vorgelegt. Da aber das Diskutieren über Kandidaten vor und nach der Wahlveranstaltung verboten war, konnte nie eine echte politische Diskussion stattfinden und die Kandidaten wurden fast immer entsprechend den Vorschlägen gewählt. Was allerdings gegen die Sicht einer Aristokratie in der Stadt spricht, sind zweierlei Dinge: Erstens kam es durchaus auch einmal vor, dass der vorgeschlagene Kandidat vom Volk abgelehnt wurde, etwa wenn sich der Unmut über die Obrigkeit zu lange aufgestaut hatte. Und zweitens war es zwar häufig, aber nicht immer so, dass die politischen Ämter von wohlhabenden und bedeutenden Familien besetzt wurden. Auch einfache Zunftleute konnten hin und wieder in politische Ämter gehoben werden. 
Natürlich hatte der Protektionismus auch seine Nachteile: Anpassungen an neue Entwicklungen und neue Märkte waren deutlich erschwert und teilweise gar verunmöglicht worden, was zeitweise gar zu unnötigen wirtschaftlichen Rückschlägen führte, etwa als der Wert der neu entwickelten Baumwollindustrie lange nicht erkannt wurde. Wäre nicht Peter Bion, eigentlich ein Fremder, in St. Gallen zum Vorreiter der Baumwollindustrie geworden, hätte die Stadt wohl noch hundert Jahre länger an der Leinenverarbeitung festgehalten und den Strukturwandel im Textilwesen verpasst. Für die städtische Wirtschaft war der Protektionismus in guten Zeiten ein Segen, in schlechten aber häufig ein Fluch. 
Diese städtische Politik, durch die Zunftordnung dominiert, wurde nach dem Einmarsch der Franzosen 1798 durch modernere Strukturen ersetzt. Trotzdem blieb Handel und Wirtschaft ein wesentlicher Schwerpunkt der städtischen Politik, als die bedeutendste Blütezeit der Textilindustrie gilt ja das folgende 19. Jahrhundert.

## Das Ende des Textilzeitalters

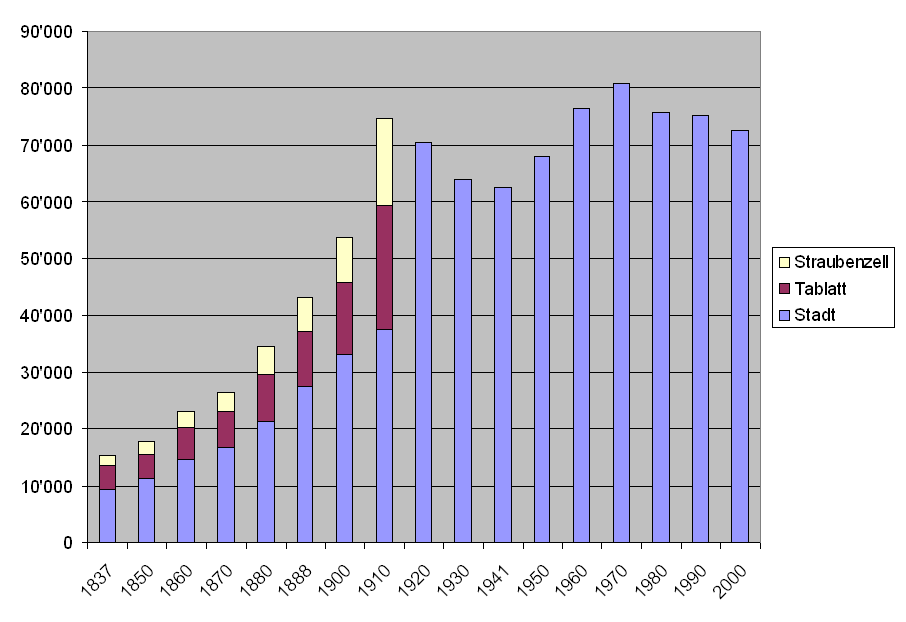
Bevölkerungsentwicklung der Stadt St. Gallen (bis 1910 waren Tablat und Straubenzell noch eigenständige Gemeinden)

Hatte sich bis anhin die Textilindustrie, wenn auch mit Veränderungen, immer wieder erholen können, so war sie um 1920 herum endgültig in eine strukturelle Krise geraten. Die Mode hatte sich geändert, funktionale Kleidung war jetzt gefragt, und nicht mehr noble Spitzen. In der auch für andere Industrien schweren wirtschaftlichen Situation, die dann schliesslich in der Weltwirtschaftskrise von 1929 gipfelte, konnten oder wollten sich auch die Oberschichten keine teuren Stickereien mehr leisten. Hochadel im engeren Sinne gab es ja auch in Kontinentaleuropa nach dem Ersten Weltkrieg nicht mehr. Von 1914 bis 1935 sank der Wert der exportierten Stickereien von 200 Millionen auf 12 Millionen Franken, verbunden mit riesigen Entlassungswellen und Auftragsrückgängen. Viele Abnehmerstaaten, darunter insbesondere die USA, betrieben nun auch eine extensive Schutzpolitik zugunsten ihrer einheimischen Produktion, indem sie die Stickereiimporte mit überrissenen Zöllen belegten oder – wie Deutschland – gar ganz verboten. Der Staat bezahlte den Stickern Prämien für das abschalten und verschrotten ihrer Maschinen, doch das half den Betroffenen nur sehr vorübergehend. Viele von ihnen fanden während Jahrzehnten nur noch Gelegenheitsjobs, um sich und ihre Familien über Wasser zu halten.
Die Wirtschaftskrise in der Ostschweiz dauerte bis deutlich nach dem Zweiten Weltkrieg. Sie zeigte sich auch deutlich in den Einwohnerzahlen der betroffenen Kantone und Städte. Besonders die Kantone St. Gallen und Appenzell haben in der ersten Hälfte des 20. Jahrhunderts durch Abwanderung viele Einwohner verloren. Die Stadt St. Gallen hatte erst in den 1960er Jahren wieder mehr Einwohner als 1910. In einigen Dörfern Ausserrhodens war der Rückgang sogar noch einschneidender.
Erst mit dem Aufschwung in der Hochkonjunktur der Nachkriegszeit stieg der Absatz wieder etwas, allerdings auf einem sehr tiefen Niveau und praktisch nur noch für Automatenstickereien oder automatische Webstühle. Die Löhne der dort noch beschäftigten Hilfsarbeiter waren gering, und entsprechend war ihre Kaufkraft schlecht, was den gesamtwirtschaftlichen Aufschwung für die Ostschweiz bremste. Denn trotz des starken Rückgangs auf nur noch 2 % der Erwerbstätigen im Jahr 1941 war die Textilindustrie ein recht bedeutender Teil der Ostschweizer Industrie. Zwischen 1940 und 1955 erhöhte sich kurzfristig sogar die Zahl der Beschäftigten nochmals. Mit der Erhöhung des Kapitalbedarfs für die neuen, teuren und leistungsfähigen Stickautomaten ging nicht nur die Zahl der Fabriken – Heimarbeit kam schon gar nicht mehr in Frage – zurück, sondern erneut auch die der benötigten Arbeiter. Das endgültige Ende einer Epoche war nicht mehr aufzuhalten. 1970 waren in der Stickereiindustrie im Kanton St. Gallen noch 3943 Personen beschäftigt, im Kanton Appenzell 1707 und im Thurgau 301.